# Mansun
Mansun war eine englische Britpop-Band, die sich 1995 in Chester, Cheshire formierte. Sie veröffentlichten bis zu ihrer Trennung 2002 drei Alben und verbanden in ihren Songs klassischen Britpop mit Progressive Rock, Glam Rock und elektronischer Musik.

## Bandgeschichte

### Gründung und Namensfindung
Mansun wurde 1995 von Paul Draper (Gesang, Gitarre), Dominic Chad (Gitarre), Stove King (Bass) und Andie Rathbone (Schlagzeug) gegründet. Paul Draper schrieb schon mit 13 Jahren seine ersten Texte und Gedichte. Naked Twister und She Makes My Nose Bleed stammen noch aus dieser Zeit. Nach dem Abbrechen einer Klosterschule und dem Rauswurf aus einem Art-College, begann er in einer Grafik-Design-Firma in Chester zu arbeiten, wo er Stove King kennenlernte. An Wochenenden besuchten sie häufig den Fat Cat Pub, wo Chad arbeitete. Die drei wurden Freunde und beschlossen schon bald eine Band zu gründen.
Ursprünglich wollten sich die vier „Grey Lantern“ nennen, weil der Name eine gewisse Ähnlichkeit mit Pink Floyd und Green Lantern hatte. Schlussendlich wählte man, nach einem Songtitel von The Verve, der als B-Seite auf der Single All in the Mind und der The Verve EP erschien, A Man Called Sun als Bandname. Dieser wiederum wurde auf das finale „Mansun“ gekürzt, um einen möglichen Namenskonflikt mit der Band A Man Called Adam zu umgehen.

### Karriere von 1997 bis 2001
Schon ihre erste, auf ihrem eigenen Label „Sci-Fi-Hi-Fi-Records“ veröffentlichte, Single Take It Easy Chicken schaffte es in die Rotation diverser englischer Radiostationen. Nach einigen Singles und EPs erschien 1997 das Debüt Attack of the Grey Lantern, mit der sie Blurs The Great Escape von der englischen Chartspitze verdrängten.
Auf dem zweiten Album Six entfernten sich Mansun vom noch sehr britpoppigen Erstling und vollzogen einen großen Schritt in Richtung Progressive Rock. Das ganze Album folgt einem auf der englischen Fernseh-Serie Dr. Who basierenden Konzept. Darüber hinaus besteht das Album aus zwei verschiedenen Teilen, getrennt durch ein Zwischenstück, und die Songs überschreiten teilweise die 7-Minuten-Marke.
Das dritte Album Little Kix schlug wiederum eine ganz andere Richtung ein: hier herrscht eine Mischung aus Popmusik mit Soul-Einflüssen vor. Trotz einiger Hitsingles konnte Mansun mit den letzten beiden Alben den Erfolg des Debüts nicht wiederholen. Die britische Musikszene hatte längst andere bzw. neue Trends lieb gewonnen.

### Letzte Aufnahmen und Bandauflösung
2002 begann Mansun mit den Aufnahmen für ihr viertes Album. Noch vor der endgültigen Fertigstellung gaben sie allerdings ihre Trennung bekannt. Posthum erschien 2004 das Boxset Kleptomania, das auf drei CDs bisher unveröffentlichte Stücke, B-Seiten, Demos und Liveaufnahmen enthält. Es umfasst mit dem im Rahmen der Peel Sessions eingespielten Shot by Both Sides von Magazine auch die einzige Aufnahme einer Coverversion Mansuns. 2006 wurde mit Legacy: The Best of Mansun noch eine Singles-Kompilation veröffentlicht, die einen Download-Link für den bisher unveröffentlichten Track South of the Painted Hall enthielt. Der limitierten Edition des Best-Of-Albums war zudem eine DVD mit Dokumentationen, Live-Ausschnitten und allen Videos der Band beigelegt.

### Spätere Aktivitäten
Paul Draper hat nach dem Ende von Mansun mit verschiedenen Künstlern zusammengearbeitet. So schrieb er mit Skin die Songs Alone in My Room, She’s On, Just Let the Sun und Take Me On, die 2006 auf ihrem zweiten Soloalbum 'Fake Chemical Taste' veröffentlicht wurden. Er ist auf allen vier Liedern auch als Gitarrist zu hören. 'Alone in My Room' wurde von ihm co-produziert. Mit dem holländischen DJ Mason hat er 2006 den Song Exceeder aufgenommen. Er hat als Produzent für die britische Sängerin Catherine Anne Davies und die britische Band You Animals gearbeitet. Mit der britischen Band The Joy Formidable hat er 2009 den Song Greyhounds in the Slips aufgenommen. Im Januar 2009 trat Paul Draper zum ersten Mal seit dem Ende von Mansun wieder live auf: Die britische Band My Vitriol gab im London Astoria das letzte Konzert vor dem Abriss der Konzerthalle. Mit Draper als Gast spielten sie den Mansun-Song Wide Open Space.

## Bandmitglieder
Paul Edward Draper
- geb. 26. September 1972 in Wavertree, Liverpool
- Gesang, Rhythmusgitarre, Piano, Songwriter

Dominic Brian Chad
- geb. 5. Juni 1973 in Cheltenham, Gloucestershire
- Leadgitarre, Begleitgesang, Piano, Co-Songwriter

Stove King
- geb. 8. Januar 1974 in Ellesmore Port, Merseyside
- E-Bass, Co-Songwriter

Andie Rathbone
- geb. 8. September 1971 in Blacon, Chester
- Schlagzeug

Ehemalige Mitglieder
- Carlton Hibbert (1995–1996)
- Mark Swinnerton (1995–1996)
- Julian Fenton (1996)

## Diskografie

### Studioalben
| Jahr | Titel                      | Höchstplatzierung, Gesamtwochen, AuszeichnungChartsChartplatzierungen (Jahr, Titel, Platzierungen, Wochen, Auszeichnungen, Anmerkungen) | Anmerkungen |
| Jahr | Titel                      | UK | Anmerkungen |
| ---- | -------------------------- | --- | --- |
| 1997 | Attack of the Grey Lantern | UK1 Gold · (32 Wo.)UK | Erstveröffentlichung: 17. Februar 1997 Wiederveröffentlichung: 8. Juni 2018 (21st Anniversary Remastered Edition) |
| 1998 | Six                        | UK6 Gold · (5 Wo.)UK | Erstveröffentlichung: 7. September 1998 Wiederveröffentlichung: 22. März 2019 (21st Anniversary Edition)          |
| 2000 | Little Kix                 | UK12 Silber · (5 Wo.)UK | Erstveröffentlichung: 14. August 2000                                                                             |

### Kompilationen
| Jahr | Titel           | Anmerkungen                              |
| ---- | --------------- | ---------------------------------------- |
| 2004 | Kleptomania     | Erstveröffentlichung: 27. September 2004 |
| 2006 | Legacy: Best Of | Erstveröffentlichung: 18. September 2006 |

### Singles
| Jahr | Titel Album                                        | Höchstplatzierung, Gesamtwochen, AuszeichnungChartsChartplatzierungen (Jahr, Titel, Album, Platzierungen, Wochen, Auszeichnungen, Anmerkungen) | Anmerkungen                              |
| Jahr | Titel Album                                        | UK | Anmerkungen                              |
| ---- | -------------------------------------------------- | --- | ---------------------------------------- |
| 1995 | Take It Easy Chicken Attack of the Grey Lantern    | UK32 (2 Wo.)UK | Erstveröffentlichung: 25. September 1995 |
| 1995 | Skin Up Pin Up Attack of the Grey Lantern          | UK91 (1 Wo.)UK | Erstveröffentlichung: 25. November 1995  |
| 1996 | Egg Shaped Fred Attack of the Grey Lantern         | UK37 (2 Wo.)UK | Erstveröffentlichung: 25. März 1996      |
| 1996 | Stripper Vicar Attack of the Grey Lantern          | UK19 (3 Wo.)UK | Erstveröffentlichung: 9. September 1996  |
| 1996 | Wide Open Space Attack of the Grey Lantern         | UK15 (4 Wo.)UK | Erstveröffentlichung: 25. November 1996  |
| 1997 | She Makes My Nose Bleed Attack of the Grey Lantern | UK9 (6 Wo.)UK | Erstveröffentlichung: 3. Februar 1997    |
| 1997 | Taxloss Attack of the Grey Lantern                 | UK15 (4 Wo.)UK | Erstveröffentlichung: 28. April 1997     |
| 1997 | Me Plus One Kleptomania                            | UK10 (3 Wo.)UK | Erstveröffentlichung: 6. Oktober 1997    |
| 1998 | Legacy Six                                         | UK7 (4 Wo.)UK | Erstveröffentlichung: 29. Juni 1998      |
| 1998 | Being a Girl (Part One) Six                        | UK13 (5 Wo.)UK | Erstveröffentlichung: 24. August 1998    |
| 1998 | Negative Six                                       | UK27 (2 Wo.)UK | Erstveröffentlichung: 26. Oktober 1998   |
| 1999 | Six                                                | UK16 (3 Wo.)UK | Erstveröffentlichung: 1. Februar 1999    |
| 2000 | I Can Only Disappoint U Little Kix                 | UK8 (8 Wo.)UK | Erstveröffentlichung: 31. Juli 2000      |
| 2000 | Electric Man Little Kix                            | UK23 (2 Wo.)UK | Erstveröffentlichung: 6. November 2000   |
| 2001 | Fool Little Kix                                    | UK28 (2 Wo.)UK | Erstveröffentlichung: 29. Januar 2001    |
| 2004 | Slipping Away Kleptomania                          | UK55 (1 Wo.)UK | Erstveröffentlichung: 20. September 2004 |